# Catherine Frot
Pour les articles homonymes, voir Frot.
Catherine Frot, née le 1er mai 1956 dans le 13e arrondissement de Paris, est une actrice française.
Depuis 1986, elle a été nommée dix fois aux César du cinéma, obtenant celui de la meilleure actrice dans un second rôle en 1997 pour Un air de famille et celui de la meilleure actrice en 2016 pour Marguerite.
Elle est également lauréate de deux Molières : meilleure comédienne dans un second rôle en 1995 pour la pièce Un air de famille et meilleure comédienne dans un spectacle de théâtre privé en 2016 pour Fleur de cactus.

## Biographie

### Débuts et seconds rôles (années 1980-1990)
La famille de Catherine Frot est originaire de Rochefort-sur-Mer en Charente-Maritime. Fille de Jacques Frot (1932-2022), ingénieur, et de Jacqueline Jeanne, directrice de lycée, elle passe son enfance dans différentes villes de province. Elle est la sœur de l'actrice Dominique Frot et la nièce de Jean-Louis Frot (1931-2018), opticien, maire de Rochefort-sur-Mer de 1977 à 2001, conseiller général de la Charente-Maritime de 1976 à 2015, premier vice-président du conseil général, qui lui a remis la Légion d'honneur en 2003.
De vocation précoce, avec une prédilection sensible pour le comique, Catherine Frot suit dès l'âge de quatorze ans les cours du conservatoire de Versailles tout en poursuivant sa scolarité. En 1974, elle entre à l'école de la rue Blanche puis au Conservatoire (promotion 1979), où elle est notamment l'élève de Marcel Bluwal. À la même époque, elle fait partie des fondateurs de la Compagnie du Chapeau Rouge, fort remarquée au festival d'Avignon off en 1975.
C'est initialement au théâtre qu'elle se consacre le plus souvent, avec en point d'orgue le rôle de la présidente de Tourvel dans une adaptation des Liaisons dangereuses mise en scène par Gérard Vergez (1987). Sur les planches, elle joue aussi de nombreux classiques : La Cerisaie et La Mouette de Tchekhov, respectivement mis en scène par Peter Brook en 1982 et Pierre Pradinas en 1985, ou encore John Gabriel Borkman d'Ibsen, dirigé par Luc Bondy en 1993, et des créations comme C'était comment déjà ? de Jean Bouchaud, qui lui vaut le Prix de la révélation théâtrale de l'année du Syndicat de la critique en 1980.
En 1986, elle est nommée pour le César de la meilleure actrice dans un second rôle pour son interprétation de Béatrice dans le film Escalier C, mais il lui faudra attendre le rôle de Yolande dans Un air de famille de Cédric Klapisch pour se faire connaître du grand public. Elle avait précédemment déjà tenu ce rôle dans la pièce dont le film est adapté et avait remporté à ce titre le Molière de la comédienne dans un second rôle en 1995. Pour ce même rôle au cinéma, elle reçoit ensuite le César de la meilleure actrice dans un second rôle en 1997.
C'est à l'approche de la fin des années 1990 que Catherine Frot devient enfin tête d'affiche.

### Tête d'affiche (années 2000)

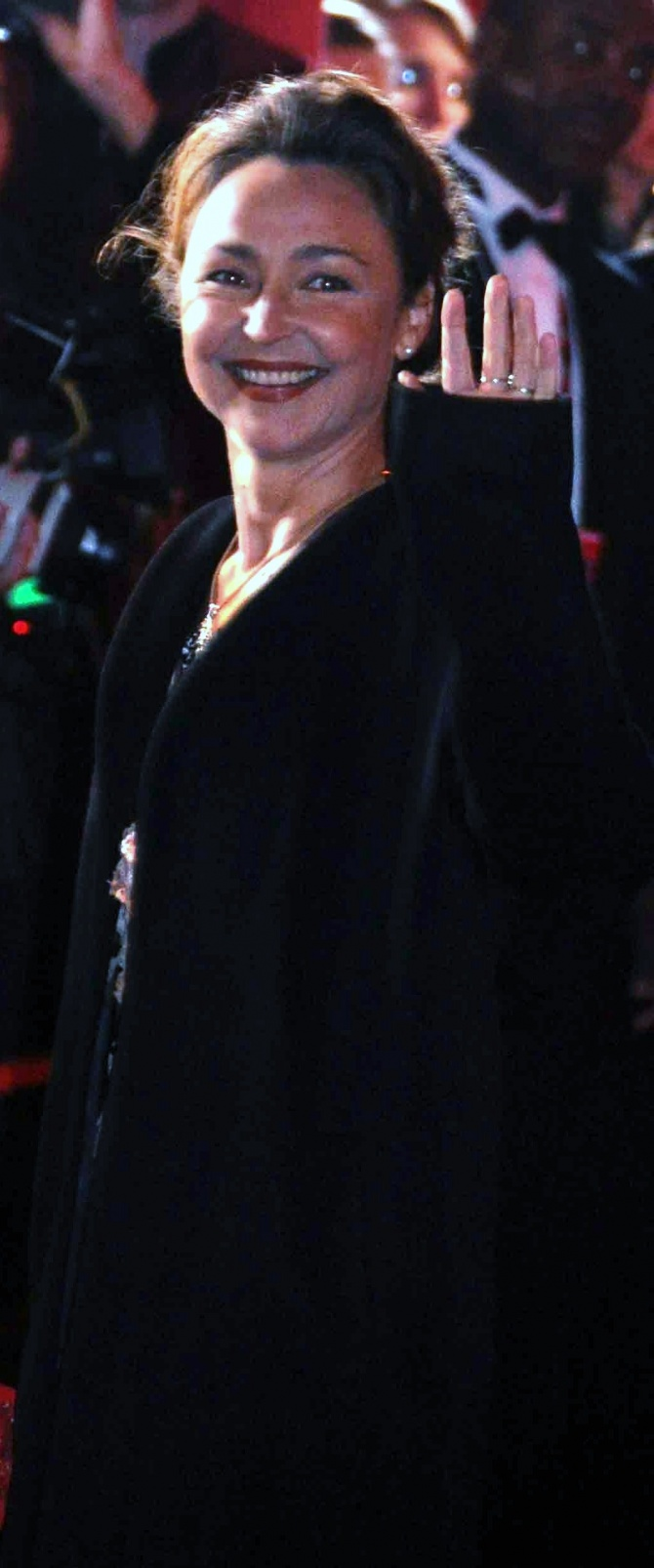
L'actrice en 2009 à la des César.

En 1998, Catherine Frot obtient son premier grand rôle, celui de l'héroïne de La Dilettante de Pascal Thomas. Sorti en 1999, le film est un succès critique et commercial et impose l'actrice comme capable de jouer simultanément dans les tons burlesque et tragique. Elle enchaîne alors les premiers rôles dans ces deux registres.
En 2001, elle évolue dans trois longs-métrages : elle retrouve Pascal Thomas pour la comédie chorale Mercredi, folle journée !, un nouveau succès. Elle partage aussi l'affiche du drame Chaos avec Vincent Lindon, sous la direction de Coline Serreau. Elle participe aussi au tournage d'une trilogie réalisée par Lucas Belvaux, composée de Un couple épatant (2001), Cavale (2002) et Après la vie (2003).
En 2003, elle se hisse dans des productions plus commerciales : elle apparait d'abord dans la comédie Chouchou de Merzak Allouache, mais partage surtout l'affiche de Sept Ans de mariage avec Didier Bourdon, également réalisateur de cette satire sur le couple occidental.
En 2004, elle fait le grand écart avec le film d'auteur Éros thérapie de Danièle Dubroux, et le film Vipère au poing de Philippe de Broca, adapté du roman d'Hervé Bazin où elle incarne le personnage de Folcoche. Enfin, elle partage l'affiche de la comédie Les Sœurs fâchées avec Isabelle Huppert.
En 2005, si la comédie Boudu signée Gérard Jugnot, qui lui permet de côtoyer Gérard Depardieu, est une déception critique et commerciale, ses retrouvailles avec Pascal Thomas lui permettent de confirmer au box-office : la comédie policière Mon petit doigt m'a dit, adaptation d'un roman d'Agatha Christie, la voit former avec André Dussollier un duo d'enquêteurs amateurs décalés.
En 2006, elle renoue avec le drame pour Le Passager de l'été de Florence Moncorgé-Gabin, puis pour La Tourneuse de pages de Denis Dercourt. Les deux longs-métrages passent cependant inaperçus. Elle renoue ensuite avec une partition proche du film La Dilettante en tenant le rôle-titre de la comédie Odette Toulemonde d’Éric-Emmanuel Schmitt.
En 2008, elle partage l'affiche du drame L'Empreinte avec Sandrine Bonnaire puis redevient Prudence Beresford pour la suite Le Crime est notre affaire, toujours devant la caméra de Pascal Thomas. En juillet de la même année, elle participe aux fêtes locales de l'île-d'Aix pour y lire, dans la cour du Fort Liédot lors d'un spectacle, des lettres d'amour écrites par Napoléon Bonaparte.
En 2009, elle seconde avec Karin Viard l'acteur Mathieu Amalric, héros de l'audacieuse comédie de science-fiction Les Derniers Jours du monde de Arnaud et Jean-Marie Larrieu. Mais surtout, elle partage l'affiche de la satire Le Vilain avec Albert Dupontel, également réalisateur.
La décennie se conclut avec la comédie policière Imogène McCarthery, coréalisée par Franck Magnier et Alexandre Charlot.

### Consécration et comédies (années 2010)

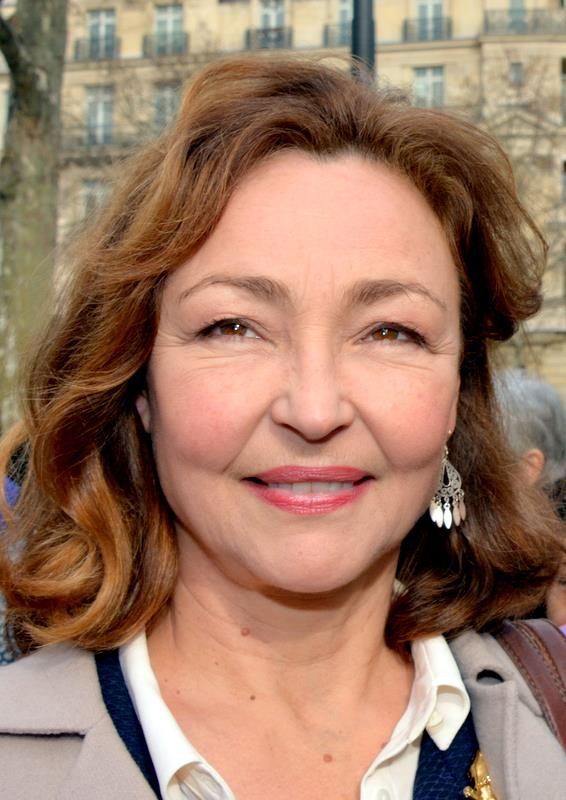
Catherine Frot en 2016.

Catherine Frot débute cette décennie en tête d'affiche du drame Coup d'éclat de José Alcala. Mais c'est 2012 qui s'avère être une année très prolifique, en se consacrant à la comédie : elle mène d'abord le casting féminin de la comédie sociale Bowling de Marie-Castille Mention-Schaar. Puis elle conclut la trilogie policière de Pascal Thomas avec Associés contre le crime, toujours avec André Dussollier dans le rôle du colonel Bélisaire Beresford. Enfin, elle est l'héroïne de la comédie dramatique Les Saveurs du palais de Christian Vincent.
Mais, en mars 2013, lors de la sortie d'Associés contre le crime, le réalisateur Pascal Thomas dénonce le comportement de diva de l'actrice sur le tournage du film. Ces révélations scellent la fin de la collaboration de l'actrice avec le réalisateur, qui lui a permis de devenir tête d'affiche. Par la suite, elle ralentit considérablement son rythme de tournage.
En 2015, elle fait un retour remarqué en incarnant le rôle titre de la comédie dramatique Marguerite, réalisée par Xavier Giannoli. L'année suivante, après six précédentes nominations dans cette catégorie majeure, ce rôle ou elle incarne une cantatrice qui chante faux (inspirée de Florence Foster Jenkins) lui vaut le César de la meilleure actrice. La même année, elle reçoit le Molière de la comédienne dans un spectacle de théâtre privé pour la pièce Fleur de cactus.
En 2017, elle partage l'affiche de la comédie dramatique Sage Femme avec Catherine Deneuve. Elle donne aussi la réplique à Christian Clavier pour la comédie Momo de Sébastien Thiéry et Vincent Lobelle.
En 2019, elle retrouve le réalisateur José Alcala pour la comédie Qui m'aime me suive !. Elle y a pour partenaires Bernard Le Coq et Daniel Auteuil.
En 2020, un portrait documentaire de l'écrivain Arthur Dreyfus est réalisé, dévoilant le parcours de Catherine Frot sur un mode intime : « Catherine Frot, tous ces yeux qui vous regardent,… »
Lors du festival du film britannique de Dinard 2023, elle préside le jury remettant le Hitchcock d'or.

### Vie personnelle
Au début de sa carrière, Catherine Frot a été la compagne du metteur en scène Pierre Pradinas.
En 2013, elle divorce de Michel Couvelard. Ils avaient adopté ensemble une petite fille, Suzanne Couvelard
En 2025, elle s'oppose à l'implantation d'un carrefour city dans son arrondissement. L'enseigne de grande distribution devait remplacer un magasin Hermès[réf. nécessaire].

## Filmographie

### Cinéma

#### Longs métrages

##### Années 1980
- 1980 : Mon oncle d'Amérique d’Alain Resnais : Arlette Le Gall, jeune fille
- 1981 : Psy de Philippe de Broca : Babett
- 1981 : Les Babas-cool de François Leterrier : Véronique
- 1982 : Guy de Maupassant de Michel Drach : Mouche
- 1983 : Du sel sur la peau de Jean-Marie Degèsves : Charlotte
- 1983 : Une pierre dans la bouche de Jean-Louis Leconte : Jacky
- 1985 : Escalier C de Jean-Charles Tacchella : Béatrice
- 1985 : Elsa, Elsa de Didier Haudepin : Juliette
- 1986 : Cinématon #793 de Gérard Courant : elle-même
- 1987 : Le Moine et la Sorcière de Suzanne Schiffman : Cécile
- 1989 : Chambre à part de Jacky Cukier : Babette

##### Années 1990
- 1990 : Sushi Sushi de Laurent Perrin : la banquière
- 1990 : Tom et Lola de Bertrand Arthuys : Catherine, la mère de Tom
- 1990 : Bienvenue à bord ! de Jean-Louis Leconte : la blonde
- 1993 : Vieille Canaille de Gérard Jourd'hui : Marylin
- 1993 : Vent d'est de Robert Enrico : Martha Hubber
- 1993 : Juste avant l'orage de Bruno Herbulot : Irène
- 1994 : J'ai pas sommeil de Claire Denis : la femme à la bibliothèque
- 1996 : Un air de famille de Cédric Klapisch : Yolande Ménard
- 1998 : Le Dîner de cons de Francis Veber : Marlène Sasseur
- 1998 : Paparazzi d’Alain Berberian : Évelyne Bordoni
- 1998 : Ça reste entre nous de Martin Lamotte : Hélène
- 1998 : Dormez, je le veux ! d’Irène Jouannet : la mère
- 1999 : À vot'service d’Éric Bartonio : Fanny « Europe-Secours »
- 1999 : La Nouvelle Ève de Catherine Corsini : Isabelle
- 1999 : La Dilettante de Pascal Thomas : Pierrette Dumortier
- 1999 : Inséparables de Michel Couvelard : Gisèle

##### Années 2000
- 2001 : Mercredi, folle journée ! de Pascal Thomas : Sophie
- 2001 : Chaos de Coline Serreau : Hélène
- 2001 : Un couple épatant de Lucas Belvaux : Jeanne Rivet
- 2002 : Cavale de Lucas Belvaux : Jeanne Rivet
- 2003 : Après la vie de Lucas Belvaux : Jeanne Rivet
- 2003 : Chouchou de Merzak Allouache : Dr Milovavovich
- 2003 : Sept Ans de mariage de Didier Bourdon : Audrey
- 2004 : Éros thérapie de Danièle Dubroux : Agnès
- 2004 : Vipère au poing de Philippe de Broca : « Folcoche »
- 2004 : Les Sœurs fâchées d’Alexandra Leclère : Louise Mollet
- 2005 : Boudu de Gérard Jugnot : Yseult Lespinglet
- 2005 : Mon petit doigt m'a dit de Pascal Thomas : Prudence Beresford
- 2006 : Le Passager de l'été de Florence Moncorgé-Gabin : Monique
- 2006 : La Tourneuse de pages de Denis Dercourt : Ariane Fouchécour
- 2007 : Odette Toulemonde d’Éric-Emmanuel Schmitt : Odette Toulemonde
- 2007 : Cendrillon et le Prince (pas trop) charmant de Paul J. Bolger : voix française de Frieda
- 2008 : L'Empreinte de Safy Nebbou : Elsa Valentin
- 2008 : Le Crime est notre affaire de Pascal Thomas : Prudence Beresford
- 2009 : Les Derniers Jours du monde de Arnaud et Jean-Marie Larrieu : Ombeline
- 2009 : Le Vilain d’Albert Dupontel : Maniette Thomas

##### Années 2010
- 2010 : Imogène McCarthery de Franck Magnier et Alexandre Charlot : Imogène
- 2011 : Coup d'éclat de José Alcala : Fabienne
- 2012 : Bowling de Marie-Castille Mention-Schaar : Catherine
- 2012 : Associés contre le crime de Pascal Thomas : Prudence Beresford
- 2012 : Les Saveurs du palais de Christian Vincent : Hortense Laborie
- 2015 : Marguerite de Xavier Giannoli : Marguerite Dumont
- 2017 : Sage Femme de Martin Provost : Claire Breton
- 2017 : Momo de Sébastien Thiéry et Vincent Lobelle : Madame Prioux
- 2019 : Qui m'aime me suive ! de José Alcala : Simone

##### Années 2020
- 2020 : Sous les étoiles de Paris de Claus Drexel : Christine
- 2020 : Des hommes de Lucas Belvaux : Solange
- 2020 : La Fine Fleur de Pierre Pinaud : Ève
- 2023 : Un homme heureux  de Tristan Séguéla : Édith / Eddy Leroy
- 2024 : Miséricorde d'Alain Guiraudie : Martine

#### Courts métrages
- 1982 : Si je réponds pas, c'est que je suis mort de Christine Van de Putte
- 1982 : Les Atours de l'œil foudre de Magali Cerda
- 1982 : La Nuit du lac de Sébastien Grall
- 1985 : Mélodie pour un cafard de Dominique Zay
- 1987 : La Voix du désert de Jean-Michel Roux
- 1994 : Une femme dans l’ennui de Michel Couvelard
- 1998 : Il suffirait d’un pont de Solveig Dommartin
- 1999 : Europe-Secours (À vot'service) d’Éric Bartonio

### Télévision
- 1975 : Les Charmes de l'été de Robert Mazoyer : Béatrice
- 1975 : Les Compagnons d'Eleusis de Claude Grinberg : La gardienne
- 1977 : L'Enlèvement du régent - Le chevalier d'Harmental de Gérard Vergez : Bathilde
- 1980 : Mont-Oriol de Serge Moati : Charlotte Oriol
- 1981 : La ville noire de Jacques Tréfouël : Tonine
- 1981 : Un paquebot dans la tête de Philippe Condroyer
- 1983 : Le chemin de Saint Pancrace de Jean Dasque
- 1983 : Orphée de Claude Santelli : Eurydice
- 1984 : Jacques le fataliste et son maître de Claude Santelli : Sophie
- 1986 : L'Inconnue de Vienne de Bernard Stora : Juliette
- 1988 : Le mouchoir de Joseph de Jacques Fansten : Anna
- 1988 : La face de l'ogre de Bernard Giraudeau : Marion
- 1989 : Personne ne m'aime de Bernard Dubois
- 1991 : Fatale Obsession de Catherine Corsini : Fabienne
- 1992 : Les Cinq Dernières Minutes : Le faux nez de Jean-Dominique de La Rochefoucauld : Jacqueline Cauvin
- 1993 : Ma petite Mimi de Roger Kahane : Mimi
- 1994 : Un été à l'envers de Roger Guillot : Marie
- 1995 : Sa dernière lettre de Serge Meynard : Cécile
- 1997 : Un homme de Robert Mazoyer : Gisèle
- 1997 : Les lauriers sont coupés de Michel Sibra : Josy
- 1997 : Quand j'étais p'tit de Daniel Janneau : Suzanne
- 1997 : Le Dernier Été de Claude Goretta : Béatrice Bretty
- 1998 : Je vais t'apprendre la politesse de Jean-Louis Fournier : La baronne
- 1999 : Dessine-moi un jouet d’Hervé Baslé : Antoinette Bomme
- 2002 : L'Enfant éternel de Patrick Poubel : Carole
- 2006 : L'Affaire Christian Ranucci : Le Combat d'une mère de Denys Granier-Deferre : Héloïse Ranucci
- 2014 : Changement de cap de Nicolas Herdt : La principale
- 2015 : La Tueuse caméléon de Josée Dayan : Elle
- 2020 : Catherine Frot, tous ces yeux qui vous regardent..., documentaire d'Arthur Dreyfus : elle-même
- 2022 : Capitaine Marleau, épisode Le Prix à payer de Josée Dayan : Florence Rougier
- 2023  : Une confession d'Hélène Fillières : Maud Duberry
- 2026  : Grandiose de Jean-Baptiste Pouilloux et Elsa Bennett

## Théâtre

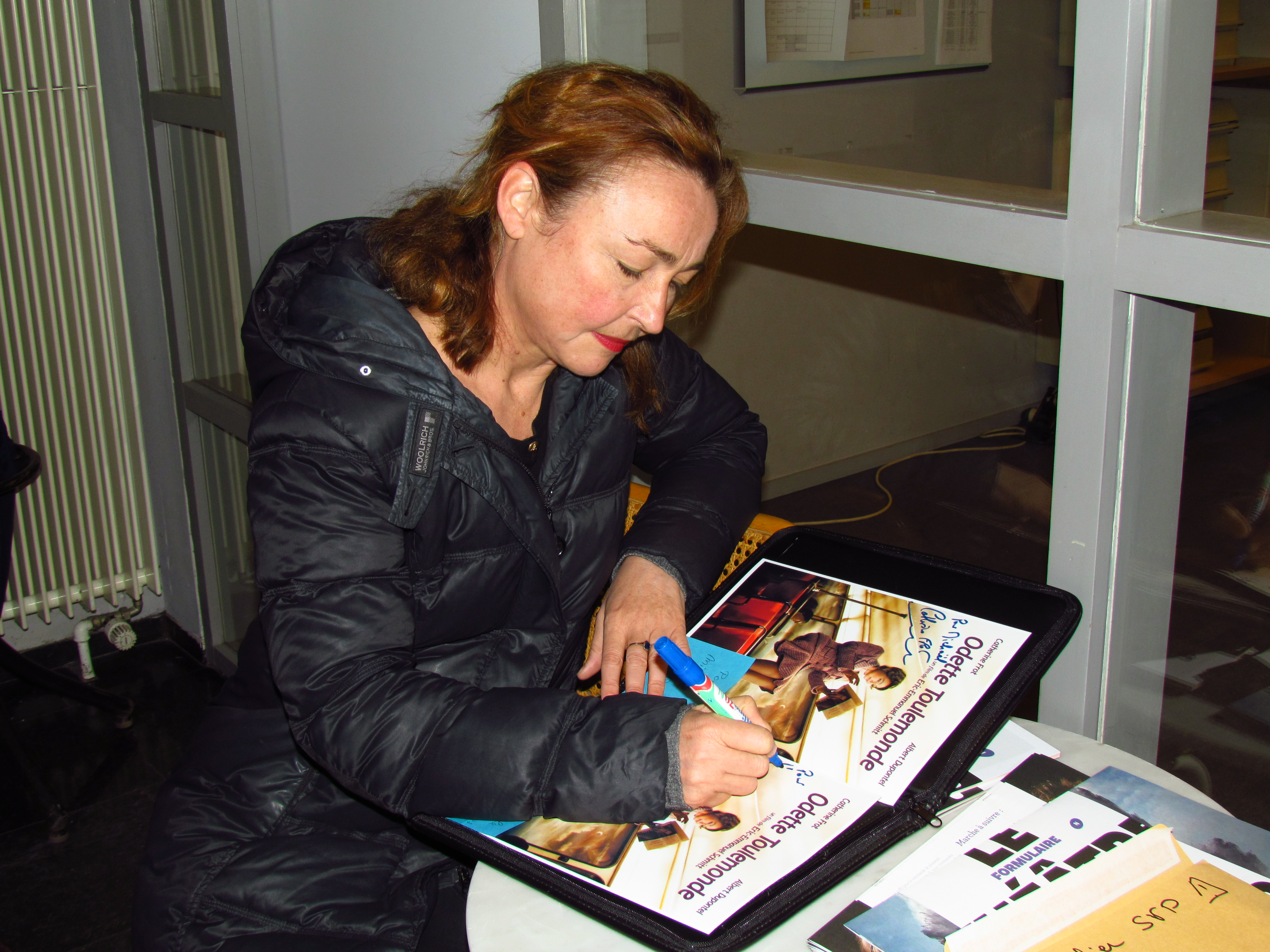
Catherine Frot en 2012, signant quelques dédicaces à son arrivée au Théâtre de Namur.

- 1975 : L'Homme aux valises d'Eugène Ionesco, mise en scène Jacques Mauclair, théâtre de l'Atelier
- 1978 : Place de Breteuil d'Alain Gautré
- 1979 : Babylone d'Alain Gautré
- 1980 : C'était comment déjà ? de et mise en scène Jean Bouchaud, Prix de la Critique
- 1981 : La Cerisaie d'Anton Tchekhov, mise en scène Peter Brook, théâtre des Bouffes-du-Nord
- 1982 : Gevrey-Chambertin d'Alain Gautré et Pierre Pradinas, mise en scène Pierre Pradinas, théâtre de l'Est parisien
- 1983 : La Cerisaie d'Anton Tchekhov, mise en scène Peter Brook, théâtre des Bouffes-du-Nord
- 1983 : Les Amis de Monsieur Gazon de Pierre Pradinas et Simon Pradinas, mise en scène Pierre Pradinas, théâtre de la Tempête
- 1985 : La Mouette d'Anton Tchekhov, mise en scène Pierre Pradinas
- 1988 : Les Liaisons dangereuses de Christopher Hampton d'après Choderlos de Laclos, mise en scène Gérard Vergez, théâtre Édouard VII : la Présidente de Tourvel
- 1989 : Faut pas tuer maman de Charlotte Keatley, mise en scène Michel Fagadau, théâtre de la Gaîté-Montparnasse
- 1990 : La Tanière de Botho Strauss, mise en scène André Steiger, théâtre national de la Colline
- 1991 : À croquer ou l'ivre de cuisine de Robert Fortune, mise en scène de l'auteur, théâtre Saint-Georges
- 1992 : Le Sang des fraises de Catherine Bidaut, mise en scène Daniel Pouthier, Rencontres d'été de la Chartreuse
- 1993 : John Gabriel Borkman de Henrik Ibsen, mise en scène Luc Bondy, théâtre Vidy-Lausanne, Odéon-Théâtre de l'Europe
- 1993 : Passions secrètes de Jacques-Pierre Amette, mise en scène Patrice Kerbrat, théâtre Montparnasse
- 1994 : Un air de famille de Jean-Pierre Bacri et Agnès Jaoui, mise en scène Stéphan Meldegg, théâtre de la Renaissance - Molière du Meilleur Second Rôle Féminin (Yolande Ménard)
- 1999 : Dîner entre amis de Donald Margulies, mise en scène Michel Fagadau, Comédie des Champs-Élysées
- 2000 : Trois versions de la vie de Yasmina Reza, mise en scène Patrice Kerbrat, théâtre Antoine
- 2006 : Si tu mourais de Florian Zeller, mise en scène Michel Fagadau, Comédie des Champs-Élysées
- 2012 : Oh les beaux jours  de Samuel Beckett, mise en scène Marc Paquien, théâtre de la Madeleine
- 2013 : Oh les beaux jours  de Samuel Beckett, mise en scène Marc Paquien, Théâtre de l'Atelier
- 2015 : Fleur de cactus de Pierre Barillet et Jean-Pierre Gredy, mise en scène Michel Fau, Théâtre Antoine
- 2020 : La Carpe et le Lapin, un cadavre exquis de Vincent Dedienne et elle-même, Théâtre de la Porte Saint-Martin, Paris
- 2022 : Lorsque l'enfant paraît d'André Roussin, mise en scène Michel Fau, théâtre de la Michodière

## Livres audio
- 2002 et 2003 : Contes de Charles Perrault - livre contés par Catherine Frot et Jacques Gamblin
- 2008 : Poésique de Charles Baudelaire - balade musicale et poétique contés par Catherine Frot, Béatrice Maillet et Inès de Casaban

## Distinctions

### Récompenses

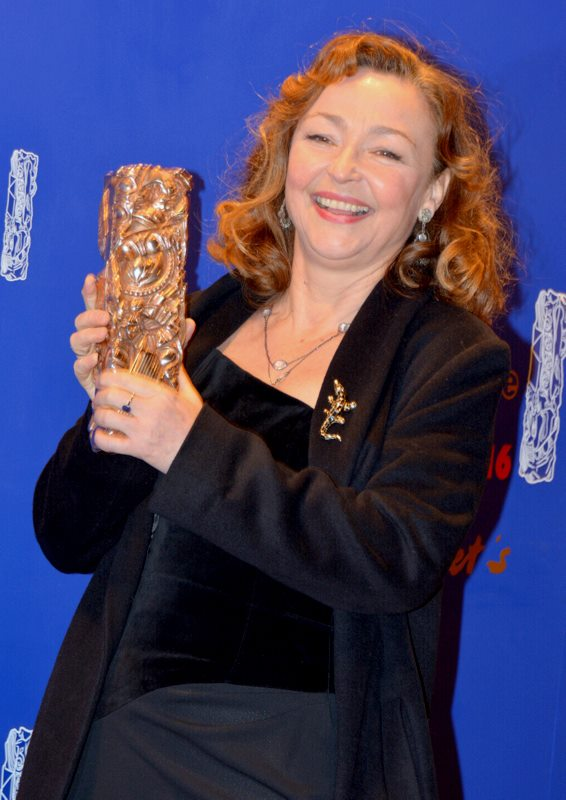
Catherine Frot en 2016 avec son César de la meilleure actrice.

- 1980 : Prix de la révélation théâtrale de l'année du Syndicat de la critique[7] pour la pièce C'était comment, déjà
- 1995 : Molière de la comédienne dans un second rôle pour la pièce Un air de famille
- 1997 : César de la meilleure actrice dans un second rôle pour Un air de famille
- 1999 : Meilleure actrice au Festival international du film de Moscou 1999 pour La Dilettante
- 2002 : Trophée des femmes en or : Femme en Or du Cinéma
- 2007 : Prix Raimu de la comédienne pour Le crime est notre affaire
- 2013 : Trophée des femmes en or : Femme en Or de Spectacle
- 2013 : Prix Henri-Langlois
- 2016 : Prix Lumières de la meilleure actrice pour le rôle de Marguerite Dumont dans Marguerite
- 2016 : César de la meilleure actrice pour le rôle de Marguerite Dumont dans Marguerite.
- 2016 : Molière de la comédienne dans un spectacle de théâtre privé pour Fleur de cactus
- 2017 : Globe de cristal de la meilleure comédienne pour Fleur de cactus

### Nominations
- 1986 : César de la meilleure actrice dans un second rôle pour Escalier C
- Molières 1990 : Molière de la comédienne dans un second rôle pour Faut pas tuer maman
- 1999 : César de la meilleure actrice dans un second rôle pour Le Dîner de cons
- Molières 2000 : Molière de la comédienne pour Dîner entre amis
- 2000 : César de la meilleure actrice pour La Dilettante
- 2002 : César de la meilleure actrice pour Chaos
- 2007 : César de la meilleure actrice pour La Tourneuse de pages
- Molières 2007 : Molière de la comédienne pour Si tu mourais...
- 2008 : César de la meilleure actrice pour Odette Toulemonde
- 2009 : César de la meilleure actrice pour Le crime est notre affaire
- 2009 : Prix Lumières de la meilleure actrice pour L'Empreinte
- 2013 : Prix Lumières de la meilleure actrice pour Les Saveurs du palais
- 2013 : César de la meilleure actrice pour Les Saveurs du palais
- Molières 2023 : Molière de la comédienne dans un spectacle de théâtre privé pour  Lorsque l'enfant parait
- César 2025 : meilleure actrice dans un second rôle pour Miséricorde

### Jury de festival
- 2013 : présidente du jury du Festival du film francophone d'Angoulême.

### Décorations
- Officière de l'ordre national du Mérite (2008) ; chevalière en 2001[22].
- Chevalière de la Légion d'honneur (2003)[23].
- Commandeure de l'ordre des Arts et des Lettres (2012)[24].